# 布鲁克莱恩山站
布鲁克莱恩山站（英語：Brookline Hills station）是马萨诸塞州波士顿轻轨绿线D支线车站。车站位于布鲁克莱恩山社区柏树街西侧，拥有两座侧式站台。

## 历史

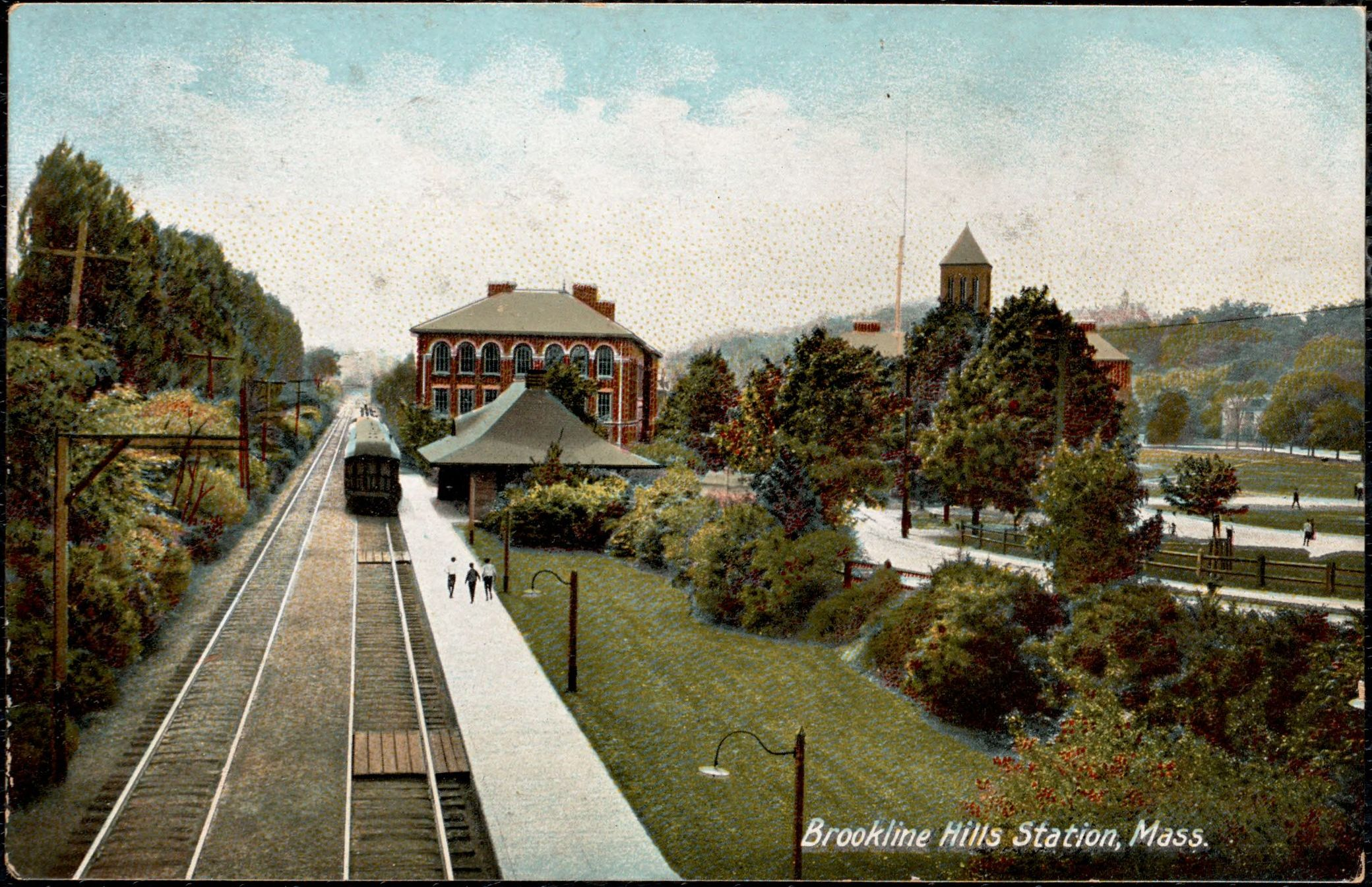
早年的明信片上印有雪普莉、穆坦和柯立芝设计公司设计的旧车站

1848年4月10日，波士顿伍斯特铁路公司开通一条新铁路线，从布鲁克莱恩交汇口至布鲁克莱恩村站。1852年设立了布鲁克莱恩山站。1892年3月，雪普莉、穆坦和柯立芝设计公司设计建造的新车站竣工。
1957年6月，马萨诸塞州立法机构通过法案批准大都会交通署收购几乎破产的紐約中央鐵路公司，并将铁路改造成轻轨。火车客运服务于1958年5月31日终止。

## 无障碍翻修

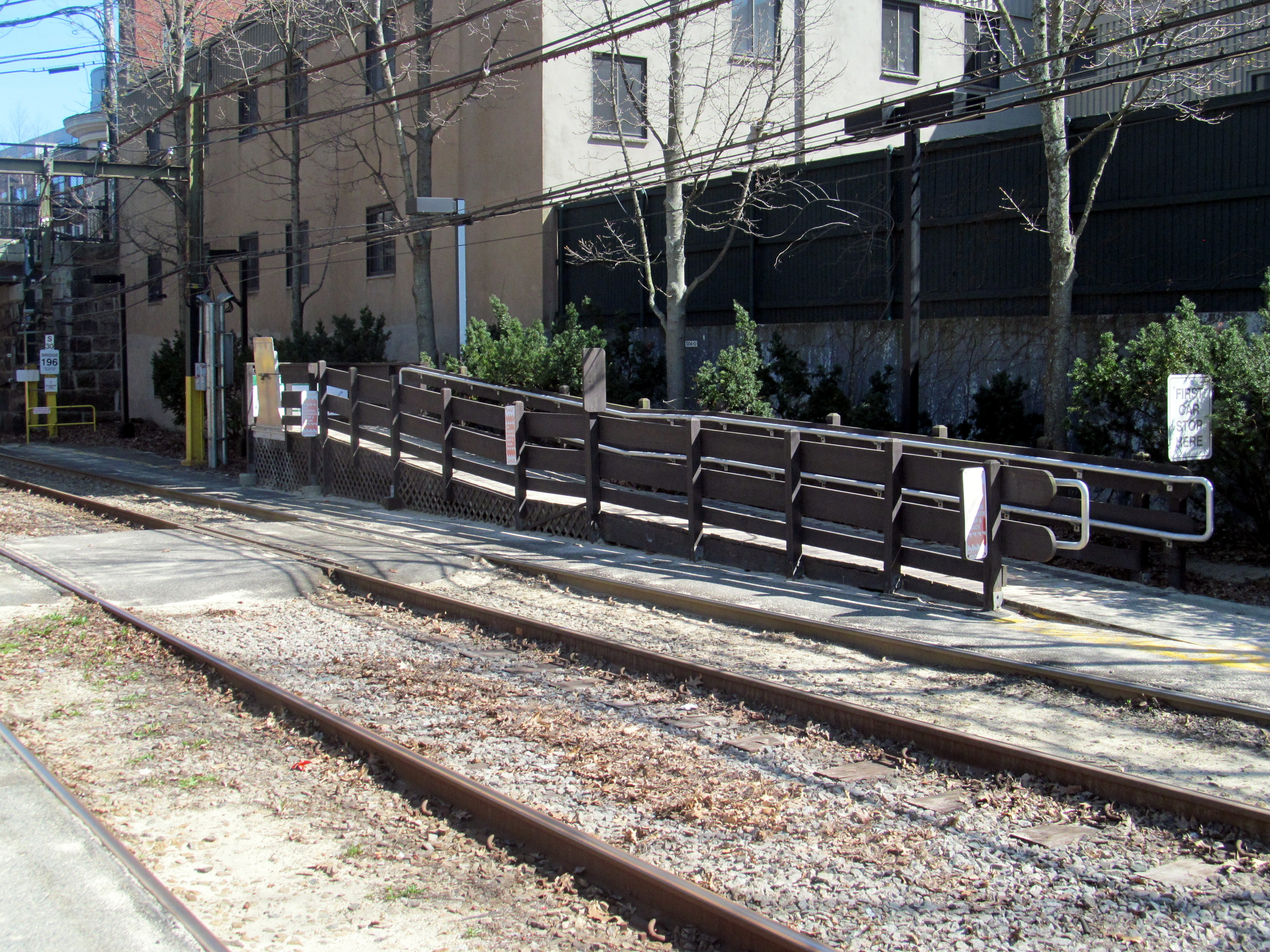
车站设置的木制升高站台

21世纪早期，马萨诸塞湾交通局对地表的主要轻轨站进行翻修改造，增强其無障礙環境。当时，布鲁克莱恩山站既没有安排增加轮椅抬升设备或者增高站台。2003年，车站终于安装了可移动轮椅升降器，2006年，车站增加了木制的升高站台。
布鲁克莱恩高中扩建中，计划将车站进一步改造，升高站台，使其成为完全无障碍车站。新建学校建筑将有一部分悬浮在车站站台东端。建筑施工预计将于2021年中旬竣工。

## 车站结构
| G 街道/站台层 | 侧式站台，右侧开门 | 侧式站台，右侧开门          |
| G 街道/站台层 | 出城               | 往河滨 （比肯斯菲尔德）     |
| G 街道/站台层 | 入城               | 往政府中心 （布鲁克莱恩村） |
| G 街道/站台层 | 侧式站台，右侧开门 |                             |